# Lésignac-Durand
Lésignac-Durand település Franciaországban, Charente megyében. Lakosainak száma 169 fő (2022. január 1.). Lésignac-Durand Cherves-Châtelars, Massignac, Mouzon, Pressignac, Saint-Quentin-sur-Charente és Terres-de-Haute-Charente községekkel határos.

## Népesség
A település népessége az elmúlt években az alábbi módon változott:
| Lakosok száma | 399  | 299  | 228  | 191  | 182  | 184  | 187  | 178  | 173  | 169  |
|               | 1968 | 1982 | 1990 | 2006 | 2013 | 2015 | 2017 | 2019 | 2020 | 2022 |